# Leonid Wilgelmowitsch Lesch

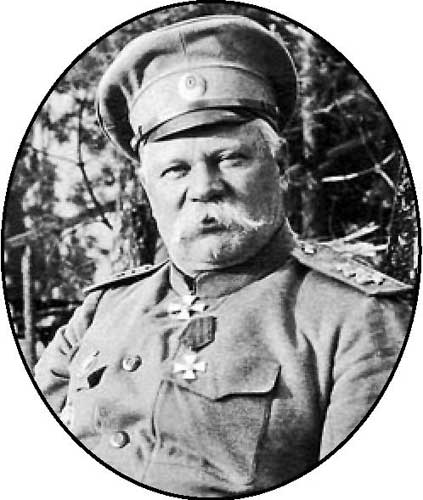
Leonid Lesch

Leonid Wilgelmowitsch Lesch (russisch Леонид Вильгельмович Леш; * 28. Dezember 1861jul. / 9. Januar 1862greg. in Smolensk, Russisches Kaiserreich; † 28. August 1934 in Dubrovnik, Königreich Jugoslawien)  war ein russischer Offizier (zuletzt General der Infanterie). Nach verschiedenen Verwendungen wurde Lesch im Oktober 1914 zum General der Infanterie befördert und fungierte zeitweilig als Befehlshaber des 12. Armeekorps.  Lesch wurde, als Nachfolger von Radko Dimitriew, im Sommer 1915 zum Befehlshaber der 3. Armee ernannt, ehe er im März 1917 aus der Armee entlassen wurde. Nach der Oktoberrevolution schloss Lesch sich der Weißen Bewegung an und verließ Russland 1920. Er starb 1934 in Dubrovnik.

## Auszeichnungen
Lesch erhielt verschiedene Auszeichnungen, wie den Orden vom Weißen Adler oder den Annenorden erster Klasse.